# День службы безопасности Украины
«День Службы безопасности» (укр. «День Служби безпеки України») — национальный профессиональный праздник, всех служащих и работников Службы безопасности Украины (СБУ, укр. Служба безпеки України), который отмечается на Украине ежегодно 25 марта.
Служба безопасности Украины  — эффективная спецслужба Украины, национальная контрразведка, центральный правоохранительный орган специального назначения, является правопреемницей КГБ УССР.
«День Службы безопасности» появился в украинском официальном календаре сравнительно недавно, после того, как 22 марта 2001 года тогдашний президент Украины Л.Д. Кучма подписал Указ N 193/2001 «О Дне Службы безопасности Украины» который предписывал отмечать его на Украине каждый год 25 марта. В президентском указе Леонида Кучмы, в частности, говорилось, что этот праздник вводится: «учитывая заслуги Службы безопасности Украины в деле защиты государственного суверенитета Украины, конституционного строя, территориальной целостности, законных интересов государства, обеспечении прав и свобод человека и гражданина...». В указе главы государства также объяснялось, почему выбор пал именно на этот день: «отмечать ежегодно 25-го марта - в день принятия Верховной Радой Украины Закон Украины «О Службе безопасности Украины» (2229-12)».
25 марта 2010 года, экс-президент Украины Виктор Фёдорович Янукович, поздравляя сотрудников и ветеранов Службы безопасности Украины с их профессиональным праздником, сказал следующее:

«Уважаемые друзья! Искренне поздравляю с 18-й годовщиной образования Службы безопасности Украины. Высоко ценю вашу взвешенную гражданскую позицию, самоотверженную работу, вклад в развитие нашего государства, укрепление его независимости и безопасности, сохранение мира и согласия в обществе. Благодарю личный состав Службы за профессионализм, ответственность и настойчивую работу. Желаю вам и в дальнейшем продолжать достойно выполнять свою почетную и важную миссию - защищать конституционные права и свободы граждан. От чистого сердца желаю счастья, здоровья, благополучия и новых свершений в благородном деле служения Украинскому народу».

Традиционно в «День Службы безопасности Украины» руководство страны и высшие чины СБУ поздравляют своих подчинённых с этим профессиональным праздником, а наиболее отличившиеся сотрудники награждаются государственными наградами, внеочередными воинскими званиями, памятными подарками, правительственными грамотами и благодарностями командования.